# Divisa del cordón de san Francisco

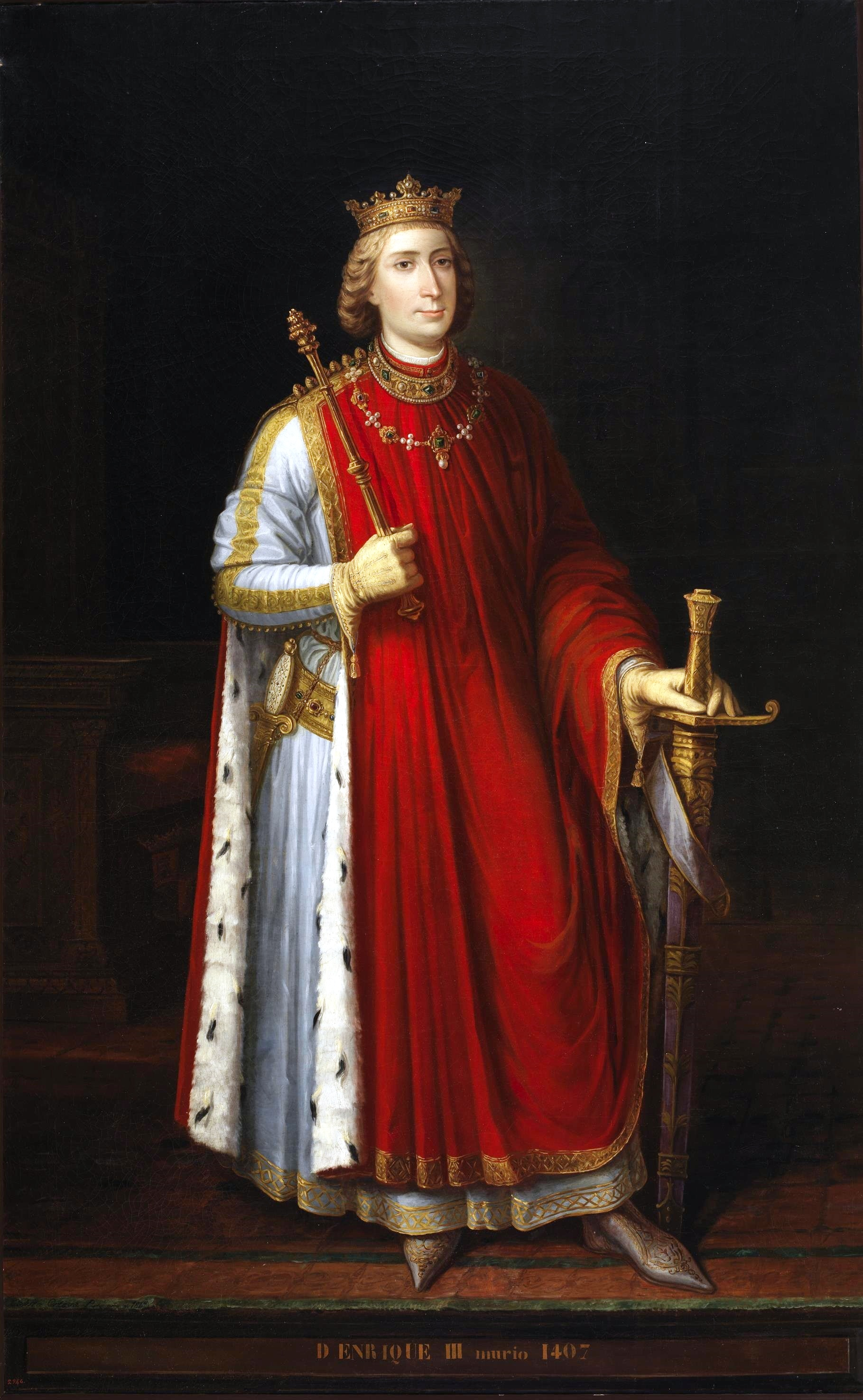
Retrato imaginario de Enrique III de Castilla en el Alcázar de Segovia (1848).

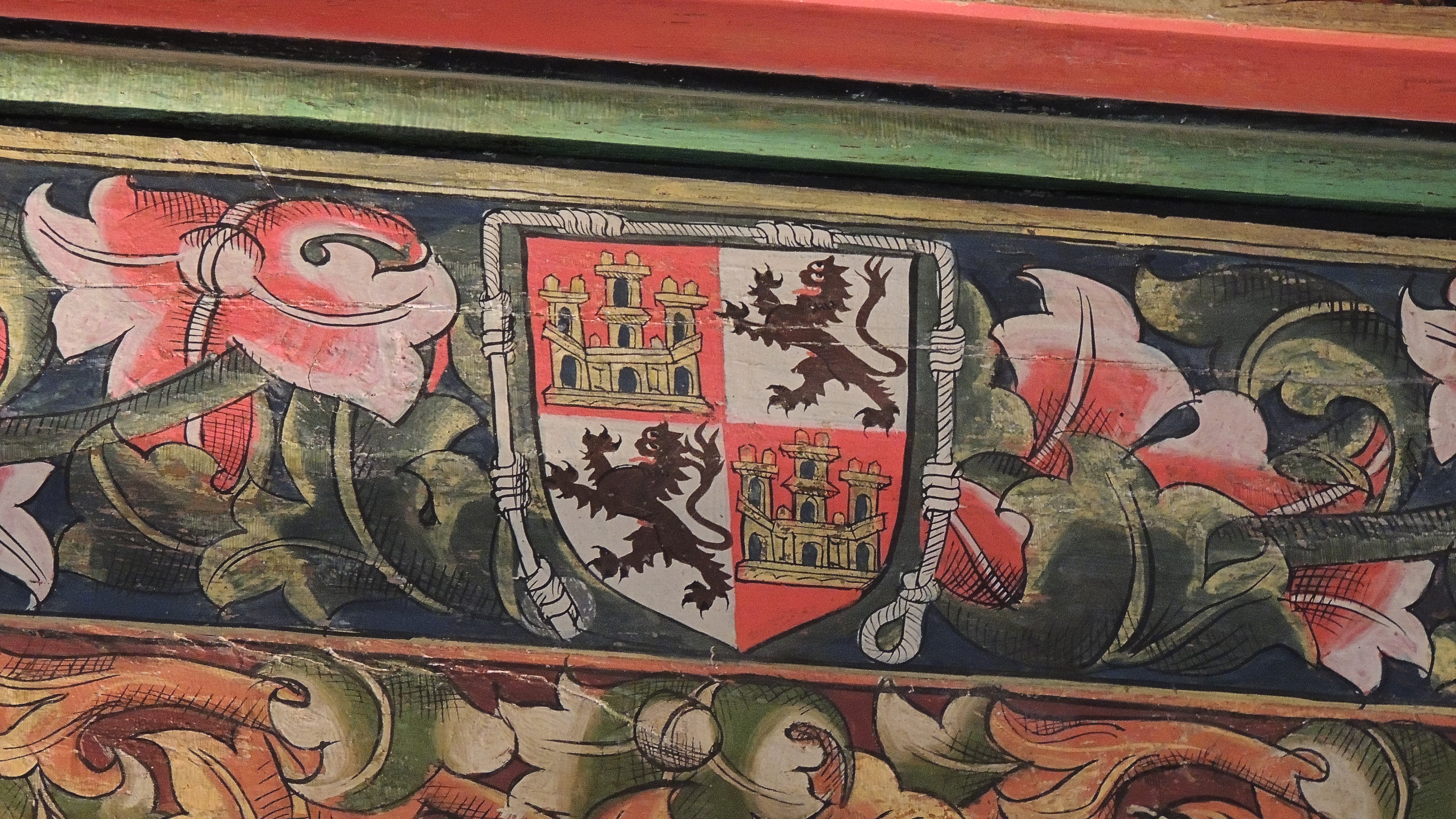
Escudo de Enrique IV de Castilla rodeado por la divisa del cordón de san Francisco en la sacristía del monasterio de san Antonio el Real de Segovia.

La divisa del cordón de san Francisco fue un emblema o divisa real adoptada por el monarca Enrique III de Castilla como símbolo identitario personal durante su reinado (1393-1406). También fue utilizado por su hijo Juan II de Castilla, así como de su nieto Enrique IV, y parece que estuvo relacionada con Isabel la Católica.
Su creación estuvo motivada por la devoción que el rey profesaba a san Francisco, con quien compartía fecha de nacimiento. Por ello eligió el cordón de San Francisco como emblema personal, distinguiendo su reinado del de su padre, quien había utilizado la divisa de la Banda de Castilla. 
Al contrario de lo que solía ocurrir con las divisas, no creó un collar específico, sino que fue el distintivo fue el propio cordón a modo de collar. Por el contrario, si creó un pendón real que era portado por un alférez real con la denominación de la divisa. Ejercieron este oficio Juan Álvarez Osorio (m. 1417),  conde de Colle y señor de Villalobos y Castroverde, con un sueldo que duplicaba al que tenía el alférez mayor de la divisa de la Banda, y a su muerte sucedió en el oficio su hijo Pedro Álvarez Osorio  (m. 1461), i conde de Trastámara.
Aunque Juan II de Castilla utilizó como divisas principales la Banda de Castilla, la Escama y el Ristre, durante su reinado también existen noticias de la divisa del cordón. En 1410 su regente, el entonces infante Fernando de Antequera (futuro rey de Aragón), prohibió el uso de las divisas regias sin tener privilegio para ello, entre las que cita la del cordón. Siete años después, se registra la figura del alférez mayor del pendón de la divisa del cordón de san Francisco. También debió de ser utilizada por el hijo de Juan II, el rey Enrique IV de Castilla, a quien se atribuyen los escudos reales bordeados por el cordón, que se conservan en el antiguo palacio de san Antonio el Real de Segovia.
Algunos de los caballeros que fueron condecorados con la divisa son Gómez Manrique, adelantado mayor de Castilla, o Juan de Velasco, merino mayor de Castilla y camarero mayor del rey.